# Pilar Planas i Martí
Pilar Planas i Martí   (Manresa, 1912 - Barcelona, 1967), o Pilar Planes, fou una pintora catalana. Va ser professora de dibuix a l'institut de Manresa. Destaquen les obres de paisatges, natures mortes i retrats.
Va néixer a Manresa, al carrer de la Canal, 26, tot i que la seva família era originària de Les Planes, de Sant Mateu de Bages. Germana del reconegut escriptor i periodista Josep Maria Planes, assassinat a Barcelona el 1936, va ser l'única noia de la família Planas-Martí.
Es va formar al Cercle Artístic de Sant Lluc de Barcelona, de la mà del pintor i crític d'art Rafael Benet i d'Olivé Busquets. Igualment, va estudiar les pintures del Museo del Prado, del Louvre i les obres del Renaixement italià a Florència i Venècia.
La primera intervenció en una exposició de la qual se'n té notícia és en l'edició de 1932 de l'Exposició de Primavera que organitzava la Junta Municipal d'Exposicions d'Art de Barcelona al Palau Nacional, on va presentar una obra titulada Pintura. Igualment, va participar en l'edició de 1934 amb l'obra Sant Gervasi.
Va exposar individualment per primera vegada el febrer i març de l'any 1934 a les Galeries Syra de Barcelona, on va presentar una sèrie d'olis i dibuixos. Dos mesos abans, havia participat en l'Exposició col·lectiva d'artistes manresans que es va presentar a la Galeria d'Art Catalònia i en la II Exposició de 50 obres inèdites organitzada al Cercle Artístic de Sant Lluc. També va exposar assíduament, en galeries d'art Barcelonines, com la Sala Argos, la Sala Rovira o la Sala d'Art Modern, on va mostrar retrats de Josep M. de Segarra, Gaziel, Rafael Benet, Àngel Marsà, Cesáreo Rodríguez-Aguilera, Dalí, Juan Cortés i Sempronio, entre d'altres, a més d'interiors amb figures i paisatges al pastel a l'estil de Bonnard o Vuillard. Va participar en diferents exposicions col·lectives a Manresa i Barcelona, com els Salons d'Octubre i de Maig, al Cercle Maillol (del qual era membre), a l'Institut Francès i en la primera i tercera Biennal Hispano-americana. En la primera d'elles, que es va celebrar a Madrid entre l'octubre de 1951 i el febrer de 1952. va presentar dues obres: La terraza i Huerto. Una de les seves obres fou escollida per un jurat de crítics d'art de Barcelona per a l'exposició de la Crítica de Madrid.
Va ser professora de dibuix a l'Institut Lluís de Peguera el curs 1943-44 i del 1945 al 1949. També va ser funcionària de la Diputació de Barcelona, per bé que la seva activitat més rellevant fou l'artística.
Pilar Planas va ser una pintora moderna i avançada, per això d'entrada no la van comprendre, sobretot els manresans, tot i que la respectaven. El seu punt fort va ser el color, per mitjà del qual s'expressava. De fet, la mateixa Pilar va dir que el dibuix esdevé per a ella «una mera disciplina». Era una dona tímida però observadora, qualitat que la portà a treballar el dibuix del natural, amb model, i el retrat, en què obtingué resultats excel·lents.
Va morir a Barcelona el 8 de maig de 1967.